# Голуб перуанський
Го́луб перуанський (Patagioenas oenops) — вид голубоподібних птахів родини голубових (Columbidae). Мешкає в Еквадорі і Перу.

## Опис

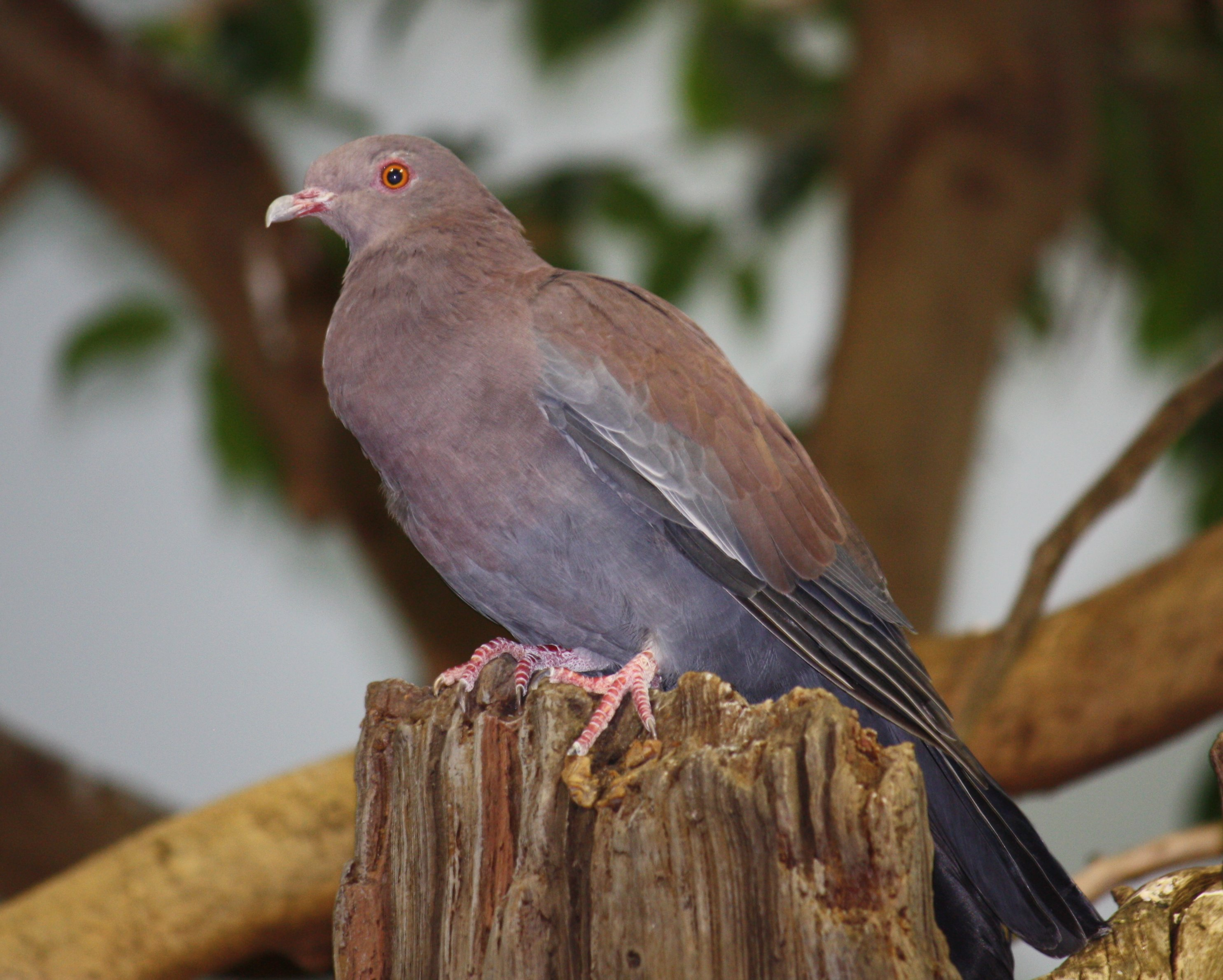
Перуанський голуб

Довжина птаха становить 31-34 см, вага 276 г. Голова, шия і груди тьмяно-каштанові з пурпуровим відтінком. Верхня частина тіла сиза або темно-сіра, крила і середина спини мають пурпурово-каштановий відтінок. Нижня частина тіла світло-сіра, надхвістя темно-сіре, хвіст чорнуватий. Очі чррна з оранжевими кільцями, навколо очей кільця голої сизої шкіри. Дзьоб сизий, біля основи червоний. Самці і молоді птахи мають тьмяніше забарвлення.

## Поширення і екологія
Перуанські голуби мешкають в долині річки Мараньйон на півночі Перу (переважно в регіонах Кахамарка і Амазонас), а також на південному сході Еквадору (Самора-Чинчипе). Вони живуть переважно у верболозах Salix humbertiana в долинах гірських річок і в сухих тропічних лісах на схилах гірських долин, трапляються на плантаціях. Зустрічаються на висоті від 850 до 2400 м над рівнем моря. Живляться насінням, плодами, ягодами, листям і пагонами. Ведуть переважно деревний спосіб життя. В кладці одне яйце, інкубаційний період триває 15-16 днів.

## Збереження
МСОП класифікує цей вид як вразливий. За оцінками дослідників, популяція перуанських голубів становить від 3750 до 15000 птахів. Їм загрожує знищення природного середовища і полювання.